# Дзюдо на літніх Олімпійських іграх 2012
Змагання з дзюдо на літніх Олімпійських іграх 2012 у Лондоні відбулись із 28 липня по 3 серпня у виставковому центрі ExCeL.

## Медалі

### Загальний залік
(Жирним виділено найбільшу кількість медалей у своїй категорії; приймаюча країна також виділена)
| Загальна кількість медалей |                 |        |        |        |        |
| Місце                      | Країна          | Золото | Срібло | Бронза | Всього |
| 1                          | Росія           | 3      | 1      | 1      | 5      |
| 2                          | Франція         | 2      | 0      | 5      | 7      |
| 3                          | Південна Корея  | 2      | 0      | 1      | 3      |
| 4                          | Японія          | 1      | 3      | 3      | 7      |
| 5                          | Куба            | 1      | 2      | 0      | 3      |
| 6                          | Бразилія        | 1      | 0      | 3      | 4      |
| 7                          | США             | 1      | 0      | 1      | 2      |
| 8                          | Грузія          | 1      | 0      | 0      | 1      |
| 8                          | КНДР            | 1      | 0      | 0      | 1      |
| 8                          | Словенія        | 1      | 0      | 0      | 1      |
| 11                         | Німеччина       | 0      | 2      | 2      | 4      |
| 12                         | Румунія         | 0      | 2      | 0      | 2      |
| 13                         | Угорщина        | 0      | 1      | 1      | 2      |
| 13                         | Монголія        | 0      | 1      | 1      | 2      |
| 13                         | Китай           | 0      | 1      | 1      | 2      |
| 13                         | Велика Британія | 0      | 1      | 1      | 2      |
| 17                         | Нідерланди      | 0      | 0      | 2      | 2      |
| 18                         | Бельгія         | 0      | 0      | 1      | 1      |
| 18                         | Італія          | 0      | 0      | 1      | 1      |
| 18                         | Узбекистан      | 0      | 0      | 1      | 1      |
| 18                         | Канада          | 0      | 0      | 1      | 1      |
| 18                         | Греція          | 0      | 0      | 1      | 1      |
| 18                         | Колумбія        | 0      | 0      | 1      | 1      |

### Медалісти
Чоловіки
| Дисципліна   | Золото                            | Срібло                                 | Бронза                                 |
| ------------ | --------------------------------- | -------------------------------------- | -------------------------------------- |
| До 60 кг     | Арсен Галстян · Росія (RUS)       | Хіраока Хіроакі · Японія (JPN)         | Феліпе Кітадай · Бразилія (BRA)        |
| До 60 кг     | Арсен Галстян · Росія (RUS)       | Хіраока Хіроакі · Японія (JPN)         | Рішод Собіров · Узбекистан (UZB)       |
| До 66 кг     | Лаша Шавдатуашвілі · Грузія (GEO) | Міклош Унгварі · Угорщина (HUN)        | Ебінума Масаші · Японія (JPN)          |
| До 66 кг     | Лаша Шавдатуашвілі · Грузія (GEO) | Міклош Унгварі · Угорщина (HUN)        | Чо Чун Хо · Південна Корея (KOR)       |
| До 73 кг     | Мансур Ісаєв · Росія (RUS)        | Накая Рікі · Японія (JPN)              | Сайнжаргалин Ням-Очир · Монголія (MGL) |
| До 73 кг     | Мансур Ісаєв · Росія (RUS)        | Накая Рікі · Японія (JPN)              | Юго Легран · Франція (FRA)             |
| До 81 кг     | Кім Чепом · Південна Корея (KOR)  | Оле Бішоф · Німеччина (GER)            | Іван Ніфонтов · Росія (RUS)            |
| До 81 кг     | Кім Чепом · Південна Корея (KOR)  | Оле Бішоф · Німеччина (GER)            | Антуан Валуа-Фортьє · Канада (CAN)     |
| До 90 кг     | Сон Те Нам · Південна Корея (KOR) | Аслей Гонсалес · Куба (CUB)            | Іліас Іліадіс · Греція (GRE)           |
| До 90 кг     | Сон Те Нам · Південна Корея (KOR) | Аслей Гонсалес · Куба (CUB)            | Нішіяма Масаші · Японія (JPN)          |
| До 100 кг    | Тагір Хайбулаєв · Росія (RUS)     | Найдангийн Түвшинбаяр · Монголія (MGL) | Дімітрі Петерс · Німеччина (GER)       |
| До 100 кг    | Тагір Хайбулаєв · Росія (RUS)     | Найдангийн Түвшинбаяр · Монголія (MGL) | Генк Грол · Нідерланди (NED)           |
| Понад 100 кг | Тедді Рінер · Франція (FRA)       | Олександр Михайлін · Росія (RUS)       | Рафаел Сілва · Бразилія (BRA)          |
| Понад 100 кг | Тедді Рінер · Франція (FRA)       | Олександр Михайлін · Росія (RUS)       | Андреас Тельцер · Німеччина (GER)      |

Жінки
| Дисципліна  | Золото                         | Срібло                                 | Бронза                                |
| ----------- | ------------------------------ | -------------------------------------- | ------------------------------------- |
| До 48 кг    | Сара Менезес · Бразилія (BRA)  | Аліна Думітру · Румунія (ROU)          | Ева Черновіцкі · Угорщина (HUN)       |
| До 48 кг    | Сара Менезес · Бразилія (BRA)  | Аліна Думітру · Румунія (ROU)          | Шарлін ван Снік · Бельгія (BEL)       |
| До 52 кг    | Ан Гиме · Північна Корея (PRK) | Янет Бермой · Куба (CUB)               | Росальба Форчініті · Італія (ITA)     |
| До 52 кг    | Ан Гиме · Північна Корея (PRK) | Янет Бермой · Куба (CUB)               | Пріссіла Нєто · Франція (FRA)         |
| До 57 кг    | Мацумото Каорі · Японія (JPN)  | Коріна Кепріоріу · Румунія (ROU)       | Марті Маллой · США (USA)              |
| До 57 кг    | Мацумото Каорі · Японія (JPN)  | Коріна Кепріоріу · Румунія (ROU)       | Отон Пав'я · Франція (FRA)            |
| До 63 кг    | Уршка Жолнір · Словенія (SLO)  | Сюй Лілі · Китай (CHN)                 | Йосіє Уено · Японія (JPN)             |
| До 63 кг    | Уршка Жолнір · Словенія (SLO)  | Сюй Лілі · Китай (CHN)                 | Жевріз Еман · Франція (FRA)           |
| 70 кг       | Люсі Декосс · Франція (FRA)    | Керстін Тіле · Німеччина (GER)         | Юрі Альвеар · Колумбія (COL)          |
| 70 кг       | Люсі Декосс · Франція (FRA)    | Керстін Тіле · Німеччина (GER)         | Едіт Бос · Нідерланди (NED)           |
| До 78 кг    | Кайла Гаррісон · США (USA)     | Джемма Гіббонс · Велика Британія (GBR) | Одрі Тшемео · Франція (FRA)           |
| До 78 кг    | Кайла Гаррісон · США (USA)     | Джемма Гіббонс · Велика Британія (GBR) | Майра Агіяр · Бразилія (BRA)          |
| Понад 78 кг | Ідаліс Ортіс · Куба (CUB)      | Міка Сугімото · Японія (JPN)           | Каріна Браянт · Велика Британія (GBR) |
| Понад 78 кг | Ідаліс Ортіс · Куба (CUB)      | Міка Сугімото · Японія (JPN)           | Тун Вень · Китай (CHN)                |